# Ершипоси
Ершипо́си (чув. Ершепуç) — деревня в Вурнарском районе Чувашской Республики. Административный центр Ершипосинского сельского поселения.

## География
Находится в центральной части Чувашии, на расстоянии приблизительно 8 км на юг-юго-восток по прямой от районного центра поселка Вурнары.

## История
Известна с 1858 года как околоток деревни Большие Кошлоуши (ныне село Кошлоуши) с 743 жителями. В 1906 году было учтено 278 дворов, 1203 жителя, в 1926—323 двора, 1502 жителя, в 1939—1173 жителя, в 1979—959. В 2002 году было 240 дворов, в 2010—186 домохозяйств. В 1930 году был образован колхоз «Трудовик», в 2010 действовал ООО «Агрохмель».

## Население
Постоянное население составляло 592 человека (чуваши 98 %) в 2002 году, 526 в 2010.